# ارکیده شاپرکی
ارکیده شاپرکی یا فالانوپسیس (Phalaenopsis) نام یکی از سرده‌های ارکیده است. معمولاً حداقل یکبار در سال می‌توانند گل بدهد. اندازهٔ گل‌های فالانوپسیس از قطر ۵ سانتی‌متر تا 14 سانتی‌متر متغیر است. رنگ گل‌ها بسیار متنوع است و رنگ سفید، ارغوانی، بنفش، ارغوانی رگه‌دار، صورتی، زرد و ترکیبی از سفید و صورتی برخی از رنگ‌های آن را تشکیل می‌دهند. فالانوپسین‌ها گیاهانی سایه دوست حساب می‌شوند.
به این گیاه یا ارکیدهٔ شب‌پره‌ای یا ارکیدهٔ پروانه‌ای هم گفته‌اند.

## نگهداری
ارکیده نباید در برابر نور مستقیم آفتاب قرار بگیرد. شیشه پنجره فیلتر خوبی برای نور آفتاب است. برای آب دادن کافیست گلدان را هر هفت تا ده روز یک بار فقط چند ثانیه در ظرف آب باران یا آب مقطر (از آب گچ دار لوله کشی و آب باران اسیدی کلان شهرها استفاده نشود) فروکرده و پس از چکیدن آب سر جایش قرار دهیم. ساقه‌هایی را که دیگر گل و غنچه ندارند، می‌بایستی در مقطع ۲ «گره» (محل سابق رویش گل) بالاتر از ریشه برید تا ساقه دوباره رشد کرده و گل بدهد. این کار را مصرف‌کننده عادی می‌تواند تقریباً دو نوبت انجام دهد... بار سوم بهتر است شاخه از از پایین بریده شود، آنگاه گیاه شش ماه بعد ساقه جدید تولید می‌کند. گلدان و خاک ویژه ارکیده بهتر است، هر دو سال تعویض شود. ارکیده احتیاج به کود ویژه دارد.

## پرورش و تکثیر
برای تکثیر این گیاه سه راه وجود دارد: تخم گل، ساقه جانبی ریشه دار یکساله یا از طریق یاخته‌ها. روش تخم‌گیری در خانه مشکل است، زیرا با نبودن حشرات ناقل در خانه باروری گل غیرممکن است. روش بریدن و خواباندن ساقه جانبی ریشه دار در خاک مخصوص ساده‌ترین راه تکثیر، بخصوص در خانه است. روش تکثیر با یاخته پیچیده است و فقط در بخش حرفه‌ای امکان دارد.

## پیوند به بیرون

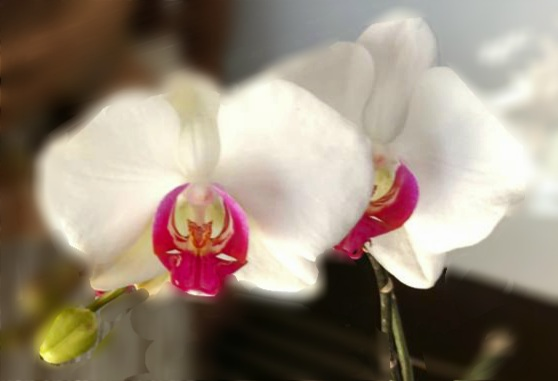
Orchid flower